# Stephanie Beacham

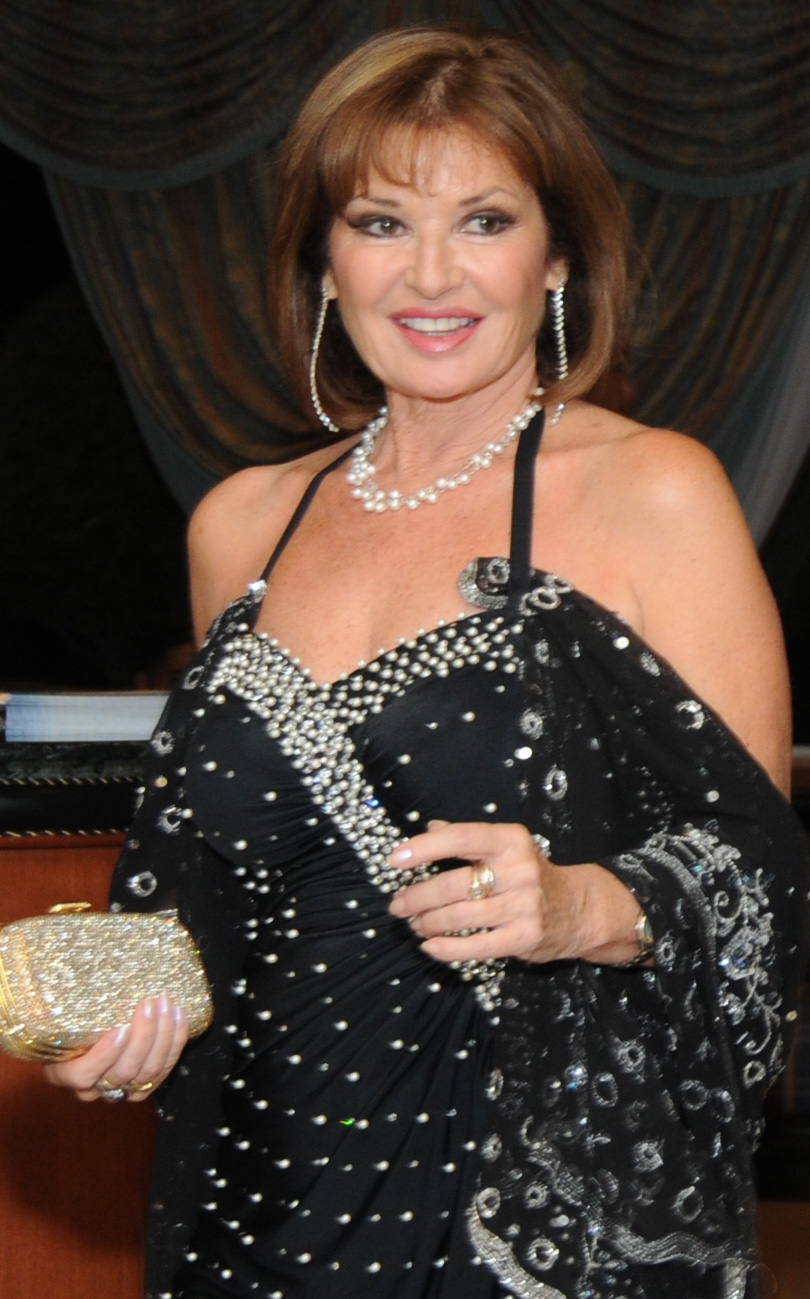
Stephanie Beacham (2009)

Stephanie Beacham (* 28. Februar 1947 in Barnet, England) ist eine britische Schauspielerin.

## Leben
Stephanie Beacham wuchs in Hertfordshire als eins von vier Kindern auf. Sie ging auf die Queen Elizabeth’s Girls Grammar School und später ging sie nach Boulogne-Billancourt in Paris um Pantomimik bei Étienne Decroux zu erlernen. Bereits im Alter von vier Jahren erlernte sie, die seit ihrer Geburt auf dem rechten Ohr vollkommen gehörlos ist und auf dem anderen über nur 70 % Hörvermögen verfügt, Ballett. Als Jugendliche tanzte sie in Paris, ehe sie an der Royal Academy of Dramatic Art in London ausgebildet wurde. Eigentlich wollte Beacham tauben Kindern das Tanzen beibringen. Vor ihrer Schauspielkarriere hat sie begabten Jugendlichen Tanzunterricht gegeben.
Seit den 1960er Jahren steht sie vor der Filmkamera, darunter in bis heute bekannten Fernsehserien und Spielfilmen. Von 1985 bis 1987 spielte sie an der Seite von Charlton Heston und Barbara Stanwyck in der Serie Das Imperium – Die Colbys, einem Ableger von Der Denver-Clan, die Rolle von Alexis'  intriganter Cousine Sabella „Sable“ Scott-Colby, die ihr zu weltweiter Popularität verhalf. Für die letzte Staffel holte der Produzent Aaron Spelling Beacham in die Hauptserie Der Denver-Clan, wo sie in derselben Rolle auftrat und der schwächelnden Serie noch einmal zu hohen Zuschauerzahlen verhalf. Die Hauptrolle als Nonne in einem Waisenhaus in Wir lieben Kate brachte ihr zwar eine Golden-Globe-Nominierung ein, doch die Sitcom wurde nach nur einer Staffel abgesetzt. Anfang der 1990er Jahre übernahm sie in der ersten Staffel der Science-Fiction-Serie Seaquest DSV an der Seite von Roy Scheider die Rolle der Dr. Kristin Westphalen.
1993 war Beacham Jurorin bei der Wahl zur Miss Universe, die in Mexiko-Stadt stattfand. Von 2003 bis 2006 war sie in der erfolgreichen BBC-Serie Bad Girls, der englischen Version von Hinter Gittern, in der Hauptrolle der Strafgefangenen Phyl Oswyn zu sehen. Von Februar bis Juli 2007 war Beacham mit dem Theaterstück Heufieber (Hay Fever) von Noël Coward auf Tournee durch England. Im September 2007 machte sie als Kandidatin bei Strictly Come Dancing, der britischen Version von Let’s Dance (Fernsehsendung) mit. Im Januar 2010 machte sie bei dem britischen Celebrity Big Brother mit, wo sie Fünfte wurde und die einzige Frau im Finale war.
Ihre Standard-Synchronsprecherin ist Renate Danz.

## Persönliches
1973 heiratete sie den britischen Schauspieler John McEnery. Kurz nach der Hochzeit wurde Beacham schwanger und erlitt eine Fehlgeburt wegen eines Sturzes. 1979 trennte sich das Paar, ließ sich aber erst über zehn Jahre später scheiden. Aus der Ehe gingen zwei Töchter hervor: Phoebe (1974) und Chloe (1977). Im Jahr 2000 wurde Beacham Großmutter eines Jungen namens Jude. 2009 erkrankte sie an Hautkrebs, konnte diesen jedoch bekämpfen. 2011 kehrte der Krebs zurück, wurde aber wieder geheilt. Ebenfalls 2011 veröffentlichte sie ihre Autobiografie Many Lives. Seit 2008 ist Beacham mit dem ehemaligen Arzt Bernie Greenwood zusammen und verlobt. 2016 sprach Beacham zum ersten Mal öffentlich darüber, dass sie in den frühen 1970er Jahren vergewaltigt wurde. Neben Englisch spricht sie fließend Französisch und Spanisch. In ihrer Freizeit schreibt sie gerne Geschichten für Kinder und stellt Miniatur-Puppenmöbel her.

## Filmografie (Auswahl)

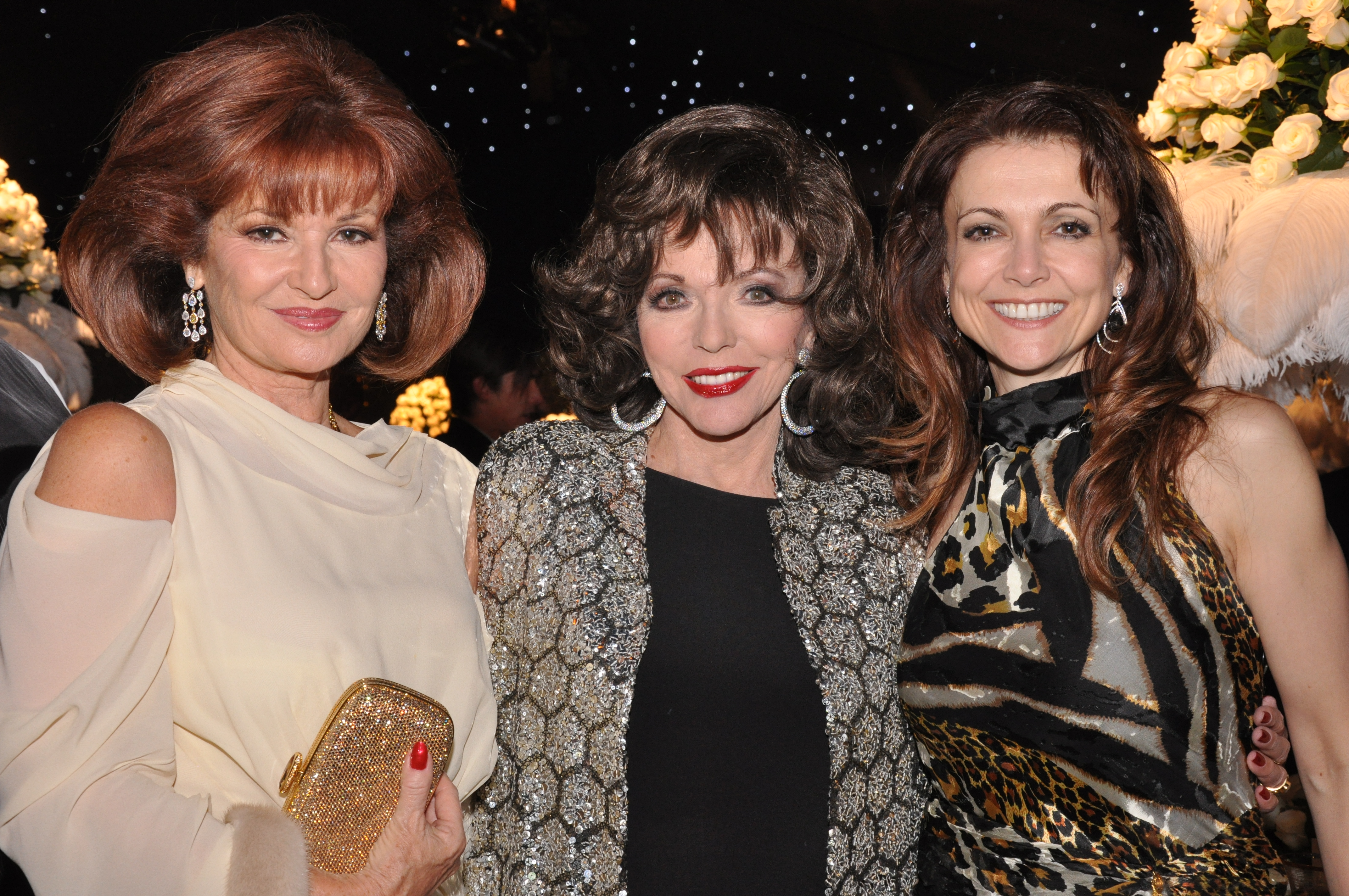
Stephanie Beacham (links) mit Joan Collins und Emma Samms (2009)

### Fernsehserien
- 1967: Out of Town Theatre (eine Folge)
- 1967: The Queen’s Traitor (fünf Folgen)
- 1968: ITV Playhouse (eine Folge)
- 1968: Simon Templar (The Saint, Folge Legacy for the Saint)
- 1968: The Jazz Age (eine Folge)
- 1969: Public Eye (My Life’s My Own, eine Folge)
- 1969: Armchair Theatre (eine Folge)
- 1970: Callan (eine Folge)
- 1970: Sentimental Education (Mini-Serie, drei Folgen)
- 1970: UFO (zwei Folgen)
- 1971–1972: ITV Saturday Night Theatre (zwei Folgen)
- 1972: Man at the Top (zwei Folgen)
- 1972: Jason King (eine Folge)
- 1973: Kein Pardon für Schutzengel (The Protectors, zwei Folgen)
- 1973: Gene Bradley in geheimer Mission (The Adventurer, eine Folge)
- 1973: Die Spezialisten (Special Branch, eine Folge)
- 1973: Jane Eyre (Mini-Serie, eine Folge)
- 1974: Napoleon and Love (Mini-Serie, eine Folge)
- 1975: Whodunnit? (eine Folge)
- 1975: Prometheus: The Life of Balzac (Mini-Serie, zwei Folgen)
- 1976: Hadleigh (eine Folge)
- 1976: Forget Me Not (eine Folge)
- 1978: Rainbow (eine Folge)
- 1979: I vecchi e i giovani (Mini-Serie, vier Folgen)
- 1984: All the World’s a Stage (Mini-Serie, eine Folge)
- 1984: Sorrell and Son (Mini-Serie, eine Folge)
- 1984: Vorsicht Hochspannung (A Distant Scream, eine Folge)
- 1986: Love Boat (The Love Boat, eine Folge)
- 1987: Napoleon und Josephine – Eine Liebesgeschichte (Napoleon and Josephine: A Love Story, drei Teile)
- 1988: French and Saunders (eine Folge)
- 1991–1994: Beverly Hills, 90210 (acht Folgen)
- 1993: Raumschiff Enterprise: Das nächste Jahrhundert (Star Trek: The Next Generation, eine Folge)
- 1993: Blossom (eine Folge)
- 1994: Burkes Gesetz (Burke’s Law, eine Folge)
- 1995: High Society (eine Folge)
- 1995: Legend (eine Folge)
- 1997: The Lily Savage Show (eine Folge)
- 2000: Charmed – Zauberhafte Hexen (Charmed, eine Folge)
- 2002: Having It Off (eine Folge)
- 2006: New Tricks – Die Krimispezialisten (New Tricks, eine Folge)
- 2009: Free Agents – Zweisam einsam (Free Agents, eine Folge)
- 2009: Coronation Street (21 Folgen)
- 2010: Material Girl (eine Folge)
- 2010: Casualty (eine Folge)
- 2012: Mount Pleasant (drei Folgen)
- 2012: Trollied (acht Folgen)
- 2013: Death in Paradise (Episode 2x01)

Als Hauptdarstellerin:
- 1973–1974: Marked Personal (62 Folgen)
- 1981–1982: Tenko (19 Folgen)
- 1985: Connie (13 Folgen)
- 1985–1987: Das Imperium – Die Colbys (The Colbys, 49 Folgen)
- 1985–1989: Der Denver-Clan (Dynasty, 23 Folgen)
- 1989–1990: Wir lieben Kate (Sister Kate, 19 Folgen)
- 1990: Heißes Erbe Las Vegas (Lucky Chances, Mini-Serie, drei Folgen)
- 1990: Cluedo (sechs Folgen)
- 1993–1994: SeaQuest (Seaquest DSV, 22 Folgen)
- 1996: No Bananas (Mini-Serie, zehn Folgen)
- 2003–2006: Bad Girls (40 Folgen)
- 2014–2016: Boomers (13 Folgen)
- 2017: Bucket (drei Folgen)

### Filme
- 1969: The Ballad Of Tam Lin
- 1969: The Distracted Preacher (Fernsehfilm)
- 1970: The Games
- 1970: The Ballad of Tam Lin
- 1971: Das Loch in der Tür (The Nightcomers)
- 1972: Dracula jagt Minimädchen (Dracula A.D. 1972)
- 1973: Embryo des Bösen (And Now the Screaming Starts!)
- 1973: Si può essere più bastardi dell'ispettore Cliff?
- 1973: Ego Hugo
- 1976: Haus der Todsünden (House of Mortal Sin)
- 1976: Amok (Schizo)
- 1981: Samen des Bösen (Inseminoid)
- 1987: Napoleon und Josephine (Napoleon and Josephine: A Love Story, Fernseh – Dreiteiler)
- 1989: Die Wilde von Beverly Hills (Troop Beverly Hills)
- 1989: Die Wölfe von Willoby (The Wolves of Willoughby Chase)
- 1990: Eine Frau namens Harry
- 1990: The Lilac Bus (Fernsehfilm)
- 1992: Hollywoods Geheimnisvolle Maske (Secrets, Fernsehfilm)
- 1992: …und griffen nach den Sternen (To Be the Best, Fernsehfilm)
- 1993: Foreign Affairs (Fernsehfilm)
- 1993: Vom Hass getrieben (Riders, Fernsehfilm)
- 1994: Das Geheimnis deiner Zärtlichkeit (A Change of Place, Fernsehfilm)
- 1996: Stunde der Teufelinnen (Wedding Bell Blues)
- 2000: In „bester“ Gesellschaft – Eine Familie zum Abgewöhnen (Relative Values)
- 2002: Wer tötete Victor Fox? (Unconditional Love)
- 2002: Would I Lie To You?
- 2006: Seven Days Of Grace
- 2006: Love and Other Disasters
- 2007: Projekt 571 – Die Vampirjägerin (The Witches Hammer)
- 2007: Plot 7
- 2016: Wild Oats
- 2022: Renegades

## Auszeichnungen
Für ihre Darstellung der Sister Kate in der zwischen 1989 und 1990 produzierten gleichnamigen Comedyserie (dt.: Wir lieben Kate) wurde Beacham für den Golden Globe nominiert. Dreimal war sie außerdem für den Soap Opera Digest Award nominiert.